# Marysieńka Sobieska (książka)
Marysieńka Sobieska – praca biograficzna autorstwa Tadeusza Boya-Żeleńskiego poświęcona Marii Kazimierze d’Arquien, żonie króla Polski, Jana III Sobieskiego. Pierwsze wydanie nastąpiło w 1937 w Książnicy-Atlas (Lwów–Warszawa).
Jest to jedyna ściśle historyczna praca autora. Nie jest monografią w pełnym tego słowa znaczeniu, ponieważ obejmuje głównie okres poprzedzający panowanie Marii Kazimiery d’Arquien, a latom 1683–1696 poświęca zaledwie kilka stronnic. Według Władysława Czaplińskiego daje ciekawy i zasadniczo wierny portret Marysieńki Sobieskiej, oparty na obfitej bibliografii. Sam autor w rozdziale Zamiast przedmowy postuluje uczynienie pośmiertnie Jana III Sobieskiego honorowym członkiem PEN Clubu. Król ukazany jest w książce nie tylko jako pogromca Turków, ale również jako czuły kochanek pięknej i zimnej Francuzki. Zagadnienia rycerskie i polityka splatają się w tej opowieści z codziennością dworu i różnorakimi intrygami.